# Kwon Chang-Sook
Kwon Chang-Sook, född den 4 maj 1971, är en sydkoreansk landhockeyspelare.
Hon tog OS-silver i damernas landhockeyturnering i samband med de olympiska landhockeytävlingarna 1996 i Atlanta.